# Hymenogastraceae
Hymenogastraceae es una familia de hongos del orden Agaricales. Esta familia contiene 5 géneros y más de 50 especies. Se encuentran en todo el mundo, son hongos de pequeño tamaño, similares a la familia  Mycenaceae. Muchas de las especies son tóxicas y poseen alucinógenos.

## Géneros
- Alnicola
- Galerina
- Hebeloma
- Hymenogaster
- Phaeocollybia
- Psilocybe[2]